# Aristocid
Aristocid je namjerno ubijanje najtalentiranijeg, najinteligentnijeg, najproduktivnijeg i najdarovitijeg dijela neke populacije. Kako gubitak takvih pripadnika kod neke populacije izaziva trajno štetne posljedice za nju, ono je oblik genocida. Pojam je skovao ekonomist Nathaniel Weyl u članku "Zavist i aristocid" iz 1984. godine objavljen u Eugenics Bulletinu. U članku Weyl opisuje u kojoj mjeri zavist utječe kod ljudi s nižom inteligencijom na njihovo nasilno ponašanje i osvetoljubivost.  
Termin za označavanje istrebljenja što Thomas Jefferson naziva "prirodna aristokracija među ljudima" i koja se temelji na "vrlinama i talentima," i čine "najdragocjeniji dar prirode za u društvu" (Jefferson, 1813.). Jefferson je smatrao da je očuvanje ove elite od kardinale važnosti.
Glavni totalitarni pokreti prošlog stoljeća - nacizam i komunizam su zlouprabili osjećaj zavisti kao sredstvo za postizanje svojih ciljeva. Propaganda oba pokreta prikazivala je određene ljude kao nepoželjne ili štetne: Nacionalsocijalistička ideologija je naglasila istrebljenje rasnog neprijatelja a komunisti klasnog neprijatelja.

## Posljedice
Komunistički genocid prema Weylu ima izravane posljedice na pad duhovnog i gospodarskog rasta kod naroda istočne Europe. Kao razlog navodi što je velik broj inteligentnih ljudi ubijen ili prognan tijekom i nakon revolucije. 
Sam po sebi komunizam potiče mediokritet i manjak inicijative te odlazak pučanstva u iseljeništvo.

## Primjeri

### Sovjetski Savez
Već od početka revolucije u Rusiji, komunističkim revolucionarima prvi su na meti bili aristokracija, kršćanski kler, i brojni intelektualci.

### Zimbabve
U Zimbabveu, koji je nekad bio važan izvoznik žitarica, masovna ubojstva i progoni inteligentnih ljudi doveli su i do gospodarskog sloma. Danas u Zimbabveu vlada glad. 

### Hrvatska
Titovi komunisti su likvidirali nakon 1945. velik broj zarobljenika poražene vojske i civila kao i brojne poznate hrvatske umjetnike, gospodarstvenike i znanstvenike. Velik broj ljudi je bio prisiljen napustiti domovinu.
Francuski književnik Christophe Dolbeau istice masovna smaknuća nisu imala samo za cilj kazniti neke "fašističke zločince", nego smaknuti navodnu neprijateljsku inteligenciju i tako lišiti Hrvatsku njenih mogućnosti, i dati mjesta za novi režim. U tom cilju pogubljivani su ljudi koji bi mogli uzeti oružje protiv njih t.j. građanstvo i njenu intelektualnu i „reakcionarnu“ elitu. Smaknuto je 80% osoba državne službe NDH (gradonačelnici, župani i direktori glavnih državnih službi je ubijeno) a s njima sve vještine i profesionalne predanosti.

Nakon Hrvatskog proljeća smijenjen je s javnih položaja veliki dio hrvatske elite i inteligencije, a više tisuća nepodobnih studenata su tada izbačeni s fakulteta, onemogućen im je dalji studij ili su poslani u zatvor kao poltički osuđenici.

### Operacija Tannenberg
Tokom njemačko-sovjetske invazije na Poljsku 1939. godine, nacionalsocijalisti su izveli nekoliko genocidnih akcija protiv Poljaka. Akcija pod kodnim imenom Tannenberg imala je za cilj zatvoriti ili uništiti poljsku elitu: intelektualce, katolički kler, aktiviste, glumce, vojne časnike i dr. Za tu svrhu prije početka Drugog svjetskog rata sastavljen je popis od 61,000 Poljaka označenih kao poljska inteligencija. U operaciji je ubijeno oko 20,000 osoba u 760 masovnih pogubljenja. Nakon nje uslijedile su druge operacije s istim ciljem.

### Kambodžanski genocid
Crveni Kmeri uništavali su one ljudske skupine za koje su smatrali da im predstavljaju prijetnju svojim idejama i vjerovanjima. Glavni neprijatelji bili su im intelektualci. Kombinacijom prisilnog rada na poljima riže, bolesti i izgladnjivanja, ubijeni su skoro svi Kambodžanci koji su pokazivali bilo kakav stupanj profesionalnog obrazovanja. Želja za uništenjem svega intelektualnoga bila je toliko ekstremna da se ljude ubijalo jer su govorili strani jezik ili nosili naočale. Zbog ovog aristocida trajno je smanjena prosječna inteligencija kambodžanskog stanovništva.

### Pokolj u Katynskoj šumi
Jedan od razloga radi kojeg su sovjetski komunisti sklopili pakt Molotov-Ribbentrop s nacionalsocijalistima bio je uništenje Poljaka. Zbog veličine poljske populacije to se je planiralo učiniti u nekoliko koraka. Prvi korak bio je istrebljenje poljske inteligencije. U razdoblju od travnja do svibnja 1940., oko 22 000 Poljaka, jednim dijelom poljski časnici zarobljeni tijekom njemačko-sovjetske invazije Poljske, jednim dijelom policajci i jednim dijelom drugi članovi poljske inteligencije (katolički kler, sveučilišni profesori, vlasnici tvornica i dr.) odvedeni su u zatvore i rusku šumu Katyn gdje ih se sustavno pogubilo metkom u glavu.

## Vanjske poveznice
- Envy And Aristocide, {engl.}  Arhivirana inačica izvorne stranice od 25. prosinca 2006. (Wayback Machine)
- Članak u schoolnetu,  {engl.}